# Economía de Santa Lucía

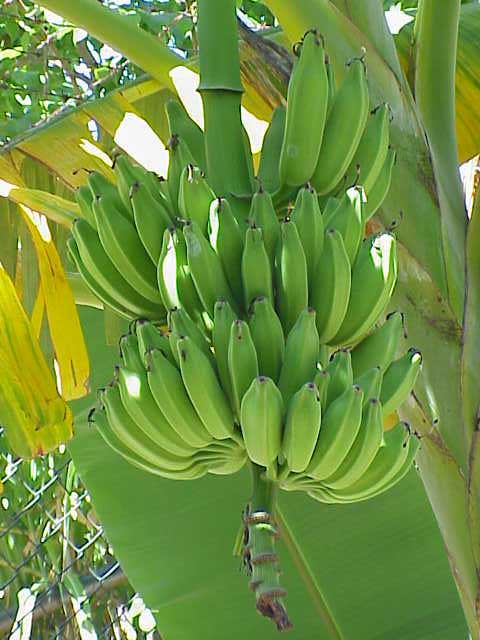
El 41% de las exportaciones de la isla proviene de la venta de plátano.

La economía del país depende en gran parte del cultivo de plátanos. Sin embargo, los cambios en el régimen de importaciones de la Unión Europea y la creciente competencia de los productores América Latina han forzado la diversificación. En años recientes la industria del turismo y las finanzas internacionales han adquirido un papel preponderante en la composición de su producto interno bruto y ahora casi el 73% del mismo es generado por la industria de servicios (2002). Su sector de manufactura, aunque menos importante, es uno de los más diversificados del Caribe Oriental. 
Los principales productos de exportación de la isla son el plátano y algunos productos textiles que vende al Reino Unido y a los Estados Unidos por un monto cercano a los USD $30 millones, casi la mitad de sus exportaciones totales. Debido a las condiciones geográficas y demográficas de la isla, gran parte de sus insumos son importados, siendo sus principales proveedores Brasil (41,7 %), Estados Unidos (21,4 %) y Trinidad y Tobago (11,9 %). 
La isla fue uno de los países fundadores de la Organización Mundial del Comercio y se integró al Fondo Monetario Internacional el 15 de noviembre de 1979. Su moneda, el dólar del Caribe Oriental, es la moneda de curso legal en otros seis países. Santa Lucía ha firmado algunos convenios de libre comercio y cooperación económica con la Organización de Estados del Caribe Oriental y con la Comunidad del Caribe. En materia técnica recibe asesoría por parte de la Mancomunidad Británica de Naciones y de la CEPAL y también recibe apoyos económicos del Banco de Desarrollo del Caribe.
El año fiscal en la isla comienza el 1 de abril y finaliza el 31 de marzo del año siguiente.